# Slieve Gamph
Slieve Gamph är en bergskedja i republiken Irland.   Den ligger i grevskapet Sligo och provinsen Connacht, i den norra delen av landet, 190 km väster om huvudstaden Dublin.
Slieve Gamph sträcker sig 40 km i sydvästlig-nordostlig riktning. Den högsta toppen är Knockalongy, 544 meter över havet.
Topografiskt ingår följande toppar i Slieve Gamph:
- Cartron
- Cloonagh
- Gortnadrass
- Knockacappul
- Knockachree
- Knockalongy
- Red Hill